# Татарська кухня

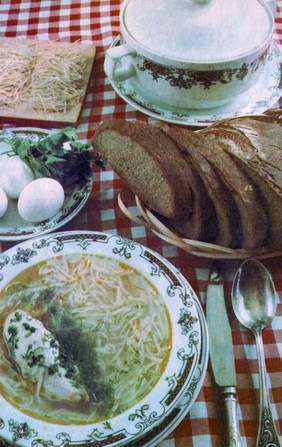
Суп-локшина

Татарська кухня (тат. Татар милли ризыклары) — це національна кухня татар.
Кулінарне мистецтво татарського народу ґрунтується на яскравих національних і культурних традиціях, що йдуть у глиб століть. За довгий час бурхливої історії склалася оригінальна національна кухня, що зберегла свої самобутні риси до наших днів.
Її своєрідність тісно пов'язана із соціально-економічними, природними умовами життя народу, особливостями його етнічної історії.

## Особливості
Усі національні татарські страви можна поділити на наступні види: перші страви — рідкі гарячі, другі страви, печені вироби з несолодкою начинкою (що також подавалися на друге), печені вироби із солодкою начинкою, що подавалися до чаю, ласощі, напої.
Першорядне значення мають рідкі гарячі страви — супи й бульйони. Залежно від бульйону (шулпа), на якому вони приготовані, супи можна поділити на м'ясні, молочні й пісні, вегетаріанські. А за тими продуктами, якими вони заправляються, на борошняні, круп'яні, борошняно-овочеві, круп'яно-овочеві, овочеві. У процесі розвитку культури й побуту народу, асортимент національних супів продовжував поповнюватися ще і за рахунок овочевих страв. Втім, своєрідність татарського столу й дотепер визначають супи з борошняною заправкою, насамперед суп-локшина (токмач).
Святковою, і до деякої міри ритуальною, стравою у татар є пельмені, які завжди подаються з бульйоном. Ними пригощали молодого зятя і його дружків (кияу пилмэне). Пельменями також називаються вареники з різною начинкою (із сиру, конопельного насіння чи гороху).
В ролі других страв у традиційній татарській кухні фігурують м'ясні, круп'яні страви й картопля. На друге найчастіше подають відварене в бульйоні м'ясо, нарізане невеликими плоскими шматочками, іноді злегка потушковане в маслі з цибулею, морквою й перцем. Якщо ж суп готують на курячому бульйоні, то на друге подають відварену курку, також порізану на шматочки. Як гарнір найчастіше вживається варена картопля, в окремій чашці подається хрін. У святкові дні готують курку, фаршировану яйцями з молоком (тутырган тавык).
Найстародавнішою м'ясо-круп'яною стравою є беліш, запечений у горщику. Його готують зі шматочків жирного м'яса (баранини, яловичини, гусятини або гусячого й качиного потруху) і крупи (пшоно, полба, рис). До цієї ж групи страв слід віднести тутирму — кишку, начинену рубленою або дрібно порізаною печінкою з пшоном або рисом.
Під час званих обідів, особливо у містян, подається плов. Крім класичного, бухарського або перського плову, готується й місцевий варіант — наприклад, так званий «казанський плов» з відварного м'яса. До різновиду м'ясних других страв слід віднести також відварні м'ясо-тістяні страви, наприклад кулламу (або бішбармак), загальні для багатьох тюркомовних народів. Заготовку м'яса про запас (на весну й літо) роблять шляхом засолювання (у розсолах) і в'ялення. З конини готують ковбаси (казилик), а в'ялені гусак чи качка вважаються ласощами. Узимку м'ясо зберігають в замороженому стані.
Великою популярністю у татар користуються яйця домашніх птахів, головним чином курячі. Їх їдять у вареному, смаженому й печеному вигляді.
Велике поширення в татарській кухні мають різні каші: пшоняна, гречана, вівсяна, рисова, горохова тощо. Деякі з них є дуже прадавніми. Пшоняна каша, наприклад, у минулому була ритуальною стравою.
Особливістю традиційного стола є різноманітність борошняних виробів. Прісне й дріжджове тісто роблять двох видів — просте й здобне. У здобне тісто додається масло, пряжене сало (іноді кінське), яйця, цукор, ваніль, кориця. До тіста татари ставляться дуже уважно й добре вміють його готувати. Звертає на себе увагу різноманітність (як за формою, так і за призначенням) виробів із прісного тіста, безсумнівно, більш прадавніх, ніж з кислого. З нього пекли булочки, коржі, пиріжки, ласощі до чаю тощо.
Дуже популярні у татарській кухні вироби з кислого (дріжджового) тіста. Це насамперед хліб (ікмек; іпі). Без хліба не проходить жоден обід (звичайний або святковий). Як і у більшості народів, хліб вважається священною їжею. У минулому в татар існував навіть звичай клятви хлібом — іпі-дер. Діти з малих років привчаються підбирати кожну крихту, що впала. За традицією, хліб має різати старший член родини. Протягом століть хліб зазвичай пекли із житнього борошна. Лише заможні верстви населення могли дозволити собі, хоч і не завжди, пшеничний хліб. У наш час татари вживають переважно покупний хліб — пшеничний або житній.
Татарські ласощі — це окрема тема.